# John Ramage
John Ramage, född 7 februari 1991, är en amerikansk-kanadensisk professionell ishockeyspelare som tillhör NHL-organisationen New Jersey Devils och spelar för deras primära samarbetspartner Binghamton Devils i AHL.
Han har tidigare spelat på NHL-nivå för Columbus Blue Jackets och Calgary Flames i och på lägre nivåer för Milwaukee Admirals, Tucson Roadrunners, Cleveland Monsters, Lake Erie Monsters, Adirondack Flames och Abbotsford Heat i AHL, Alaska Aces i ECHL, Wisconsin Badgers (University of Wisconsin-Madison) i NCAA och St. Louis Bandits och U.S. National U18 Team i NAHL.
Ramage draftades i fjärde rundan i 2010 års draft av Calgary Flames som 103:e spelare totalt.
Han är son till den före detta ishockeyspelaren Rob Ramage, som vann två Stanley Cup under sin 15-åriga NHL-karriär.
Under tradens deadline 2018, 26 februari, blev han tradad tillsammans med Tyler Gaudet från Arizona Coyotes, där han spelade för Milwaukee Admirals, till Nashville Predators i utbyte mot Pierre-Cédric Labrie och Trevor Murphy.
Den 1 juli 2018 skrev han som free agent på ett ettårskontrakt värt 650 000 dollar med New Jersey Devils.

## Statistik
| 2007–2008   | St. Louis Bandits      | NAHL        | 45  | 4  | 5  | 9  | 75  | 11 | 0 | 2 | 2  | 2  |
|             | U.S. National U17 Team |             | 3   | 0  | 0  | 0  | 0   | —  | — | — | —  | —  |
| 2008–2009   | U.S. National U18 Team |             | 40  | 1  | 4  | 5  | 32  | —  | — | — | —  | —  |
|             | U.S. National U18 Team | NAHL        | 14  | 1  | 4  | 5  | 12  | —  | — | — | —  | —  |
| 2009–2010   | Wisconsin Badgers      | NCAA        | 41  | 2  | 10 | 12 | 51  | —  | — | — | —  | —  |
| 2010–2011   | Wisconsin Badgers      | NCAA        | 37  | 1  | 10 | 11 | 59  | —  | — | — | —  | —  |
| 2011–2012   | Wisconsin Badgers      | NCAA        | 37  | 3  | 7  | 10 | 62  | —  | — | — | —  | —  |
| 2012–2013   | Wisconsin Badgers      | NCAA        | 42  | 8  | 12 | 20 | 65  | —  | — | — | —  | —  |
| 2013–2014   | Abbotsford Heat        | AHL         | 50  | 0  | 1  | 1  | 46  | —  | — | — | —  | —  |
|             | Alaska Aces            | ECHL        | 6   | 1  | 0  | 1  | 6   | 20 | 4 | 9 | 13 | 20 |
| 2014–2015   | Calgary Flames         | NHL         | 1   | 0  | 0  | 0  | 0   | —  | — | — | —  | —  |
|             | Adirondack Flames      | AHL         | 57  | 3  | 12 | 15 | 81  | —  | — | — | —  | —  |
| 2015–2016   | Columbus Blue Jackets  | NHL         | 1   | 0  | 0  | 0  | 0   | —  | — | — | —  | —  |
|             | Lake Erie Monsters     | AHL         | 68  | 8  | 19 | 27 | 67  | 1  | 0 | 0 | 0  | 0  |
| 2016–2017   | Cleveland Monsters     | AHL         | 69  | 4  | 21 | 25 | 67  | —  | — | — | —  |    |
| 2017–2018   | Cleveland Monsters     | AHL         | 33  | 2  | 7  | 9  | 37  | —  | — | — | —  | —  |
|             | Tucson Roadrunners     | AHL         | 12  | 2  | 1  | 3  | 16  | —  | — | — | —  | —  |
|             | Milwaukee Admirals     | AHL         | 21  | 0  | 3  | 3  | 12  | —  | — | — | —  | —  |
| 2018–2019   | Binghamton Devils      | AHL         | —   | —  | —  | —  | —   | —  | — | — | —  | —  |
| NHL totalt  | NHL totalt             | NHL totalt  | 2   | 0  | 0  | 0  | 0   | —  | — | — | —  | —  |
| AHL totalt  | AHL totalt             | AHL totalt  | 310 | 19 | 64 | 83 | 326 | 1  | 0 | 0 | 0  | 0  |
| ECHL totalt | ECHL totalt            | ECHL totalt | 6   | 1  | 0  | 1  | 6   | 20 | 4 | 9 | 13 | 20 |
| NCAA totalt | NCAA totalt            | NCAA totalt | 157 | 14 | 39 | 53 | 237 | —  | — | — | —  | —  |
| NAHL totalt | NAHL totalt            | NAHL totalt | 59  | 5  | 9  | 14 | 87  | 11 | 0 | 2 | 2  | 2  |